# Husayn al-Jisr
 (février 2018).
Husayn Al-Jisr al-Ṭarābulusī (1845-1909) est un théologien musulman sunnite du XVIIIe siècle originaire de Tripoli, dans l'actuel Liban. Il a été le maître de Rachid Ridha et fait partie de l'entourage du calife Abdülhamid II.
Husayn ibn Muhammad al-Jisr al-Tarabulusi naît en 1845 à Tripoli au Liban. Il étudie à l'Université al-Azhar au Caire de 1865 à 1872. Durant cette période il développe un grand intérêt pour la Science moderne qu'il étudie par la suite à son retour au Liban. Il exerce la fonction d'enseignant à Beyrouth où il publie son premier ouvrage qui traite de la véracité de l'Islam et de la sharia (loi islamique). Ce livre lui fait acquérir une très bonne réputation auprès du sultan Abdülhamid II, qui, soucieux de faire la promotion de l'enseignement religieux, lui fait parvenir une subvention et lui décerne de prestigieuses décorations. En 1889, il est invité par le sultan à Constantinople pour écrire un nouveau livre pour réfuter les arguments des matérialistes contre la religion musulmane. Neuf années plus tard, il retourne à Tripoli où il fonde le journal "Jaridat Tardbulus". Al-Jisr meurt en 1909 dans sa ville natale.
Husayn Al-Jisr n'est l'auteur que de deux ouvrages du fait de sa courte vie. La relation entre les nouvelles découvertes scientifiques et l'Islam y tient une place importante. Il demeure à ce titre, l'un des précurseurs du concordisme islamique. Il voit dans ces avancées un moyen pour les musulmans de raffermir leur foi qui a eu tendance à s'affaiblir au fil des siècles .
Ses livres traitent également de l'eschatologie musulmane et présentent l'Islam comme une religion rationnelle (ce point de vue est très similaire à celui de son contemporain et ami Mohamed Abduh).
Sur le plan politique, al-Jisr a milité en faveur de l'autorité du calife Abdülhamid II, tout en plaidant auprès de lui une réforme libérale des structures de l’empire.